# Buenos Aires (métro de Madrid)
Pour les articles homonymes, voir Buenos Aires (homonymie).
Buenos Aires est une station de la ligne 1 du métro de Madrid en Espagne. Elle est située sous l'intersection entre les avenues de la Albufera et de Buenos Aires, dans le quartier madrilène de Nueva Numancia, de l'arrondissement de Puente de Vallecas.

## Situation sur le réseau

Plan du réseau.

Établie en souterrain, Buenos Aires est une station de passage de la ligne 1 du métro de Madrid. Elle est située entre la station Portazgo, en direction du terminus Pinar de Chamartín, et la station Alto del Arenal, en direction du terminus Valdecarros,. 
Les deux voies de la ligne sont encadrées par deux quais latéraux.

## Histoire
La station Buenos Aires est mise en service le 7 avril 1994 lors de l'ouverture du prolongement de la ligne entre Portazgo et Miguel Hernández. Elle est nommée en référence à l'avenue éponyme située au-dessus.

## Services aux voyageurs

### Accès et accueil
La station dispose de deux accès équipés d'escaliers et d'escaliers mécaniques. Non accessible aux personnes à la mobilité réduite, située en zone A, elle est ouverte de 6h00 à 1h30.

### Desserte
Buenos Aires est desservie par les rames de la ligne 1 du métro de Madrid.

Installations et desserte
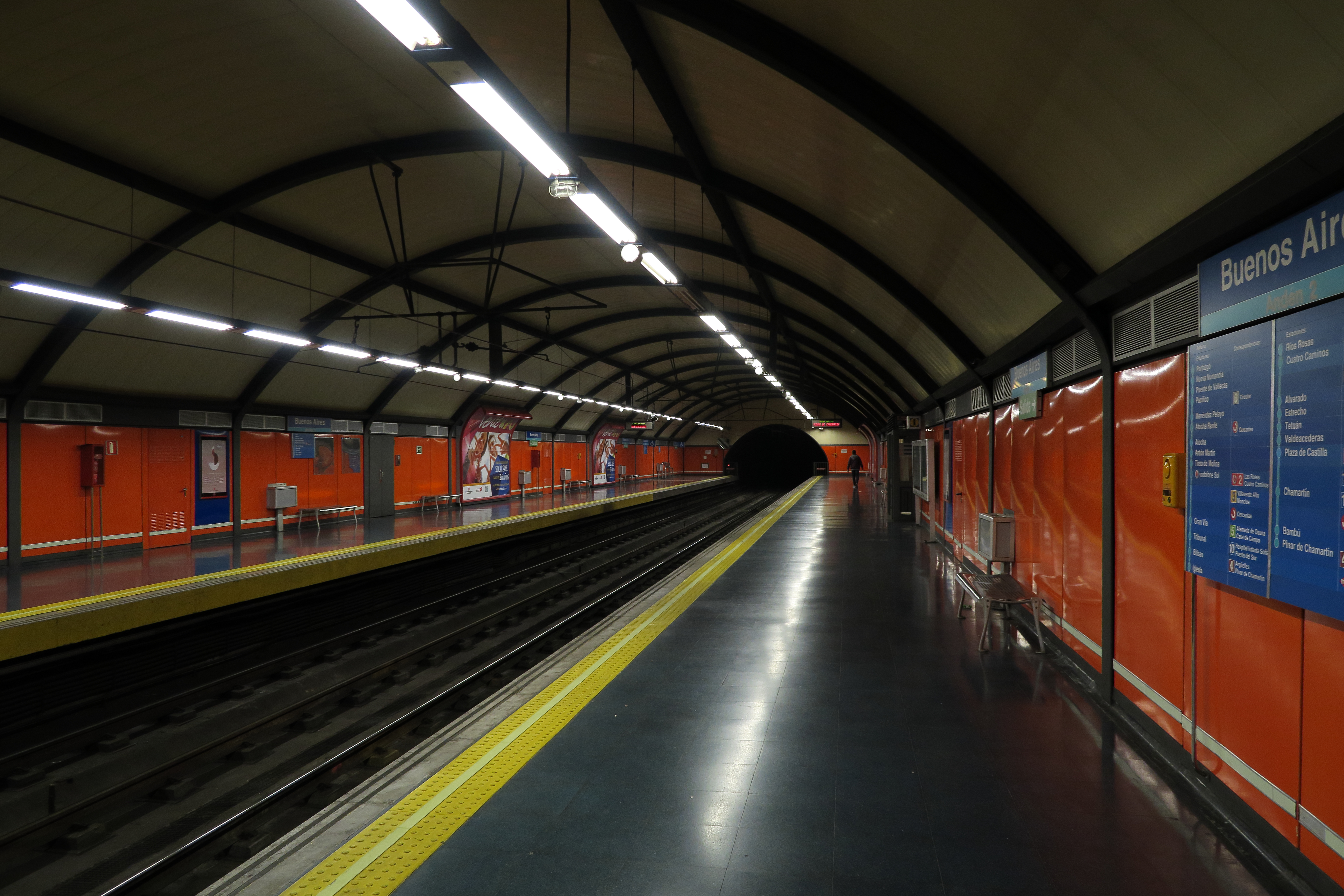
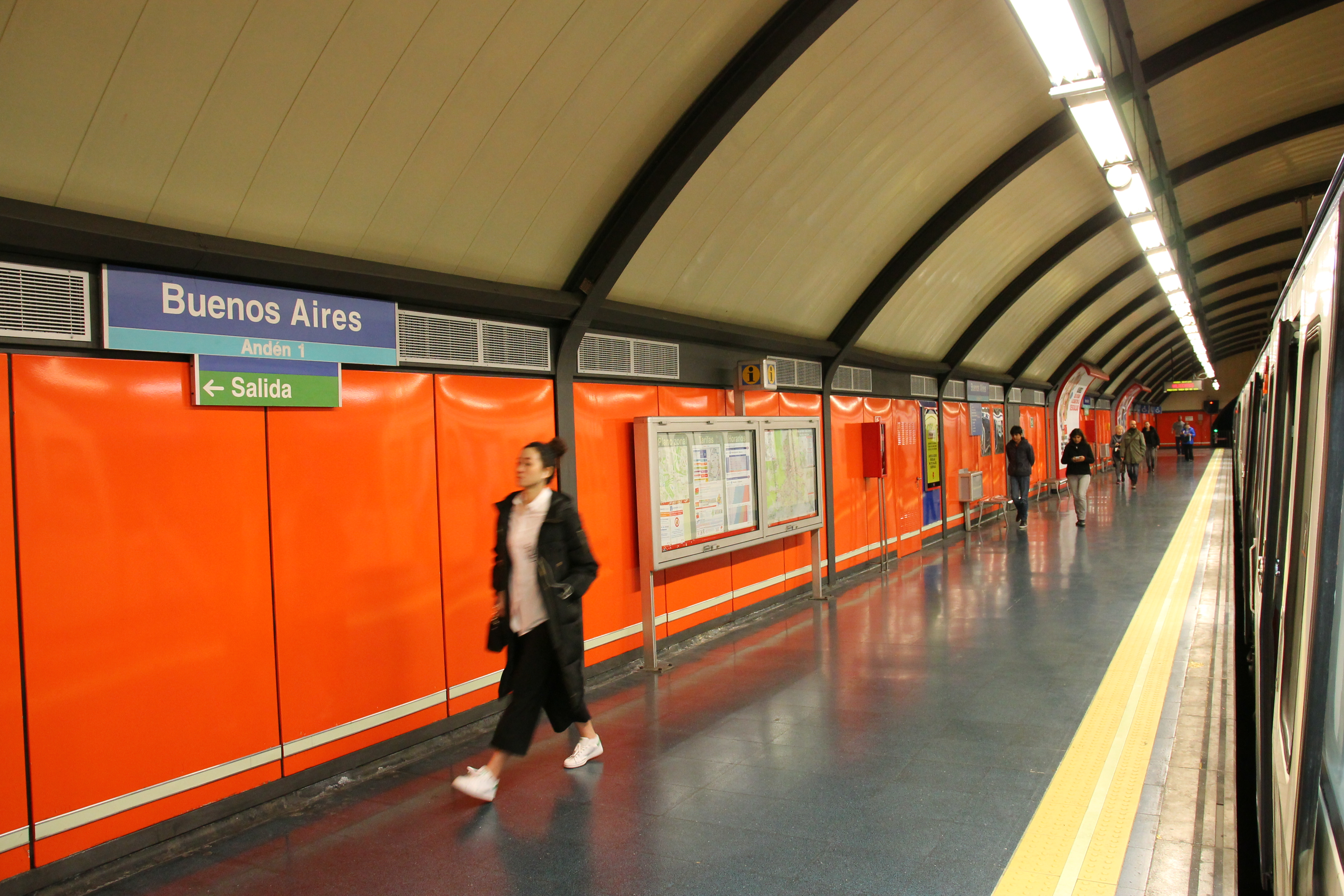

### Intermodalité
À proximité, sont situés des arrêts de bus EMT, desservis par les lignes : diurnes 54, 58, 103, 136, 141, 143 et nocturnes N10, N25.

## À proximité
Le parc d'Azorín est situé au sud de la station, le centre commercial Alcampo et le parc du Cerro del Tío Pio un peu plus au nord.